# دار الجزيري

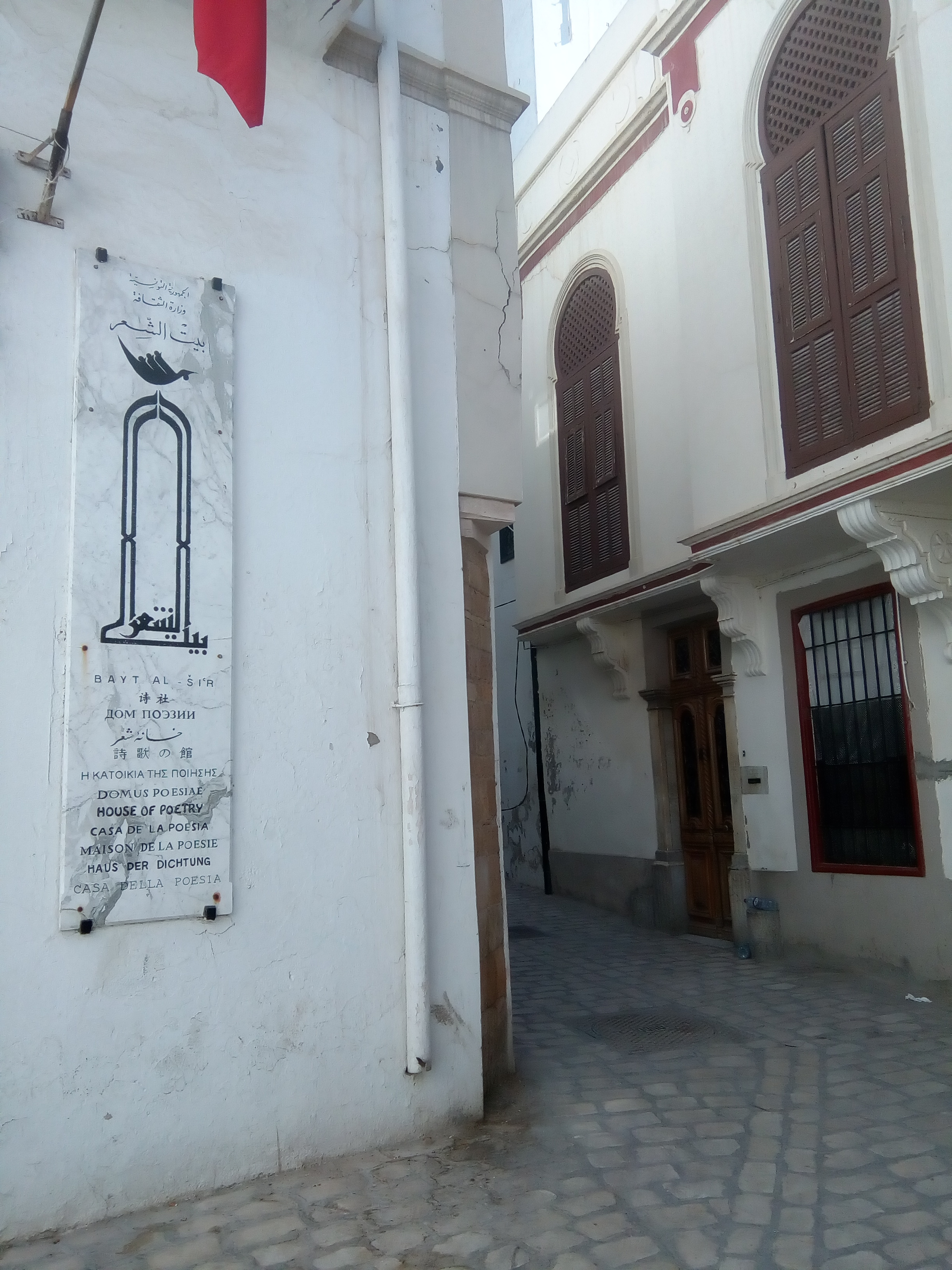
شارع التريبنال

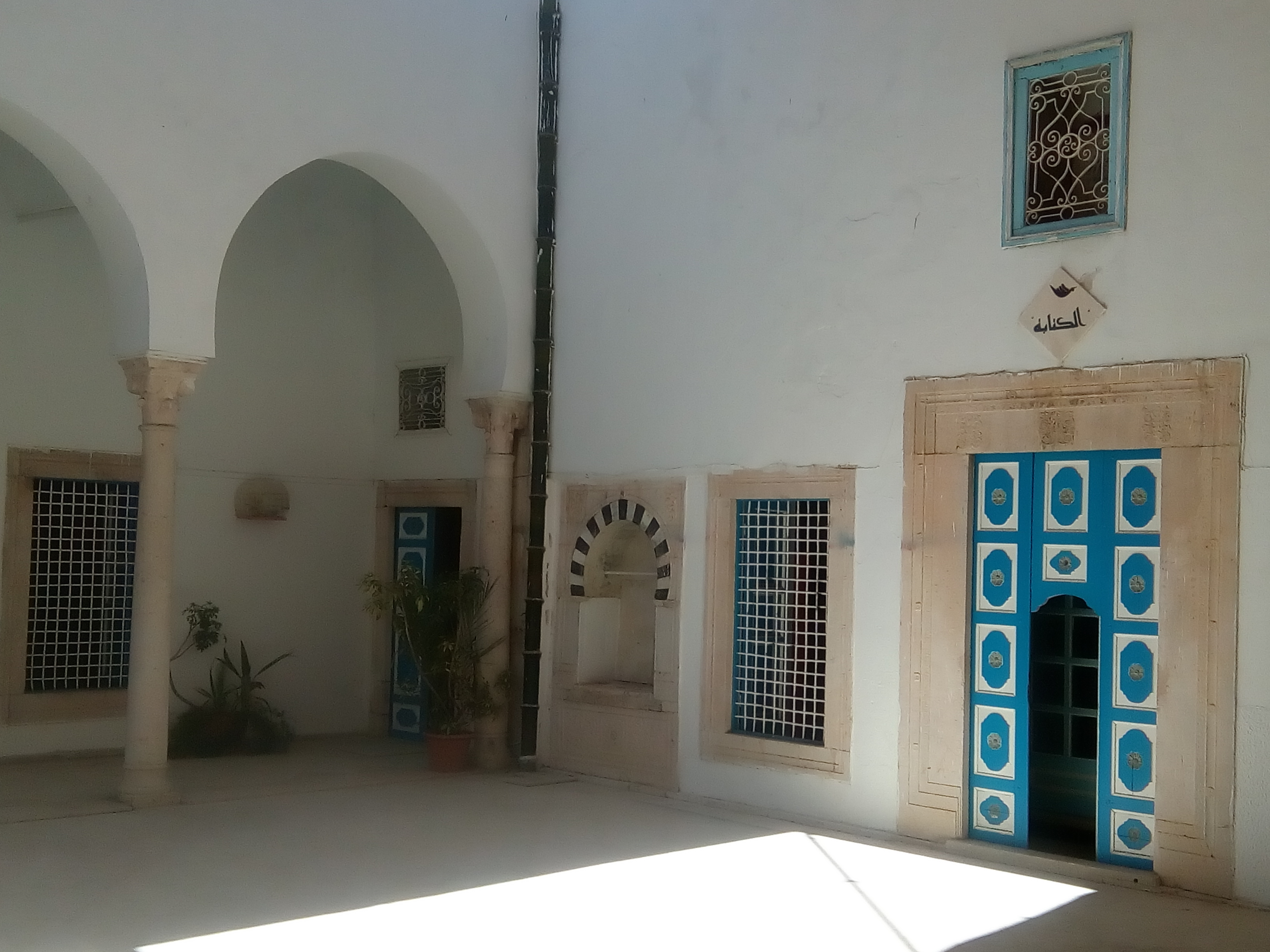
بهو بيت الشعر

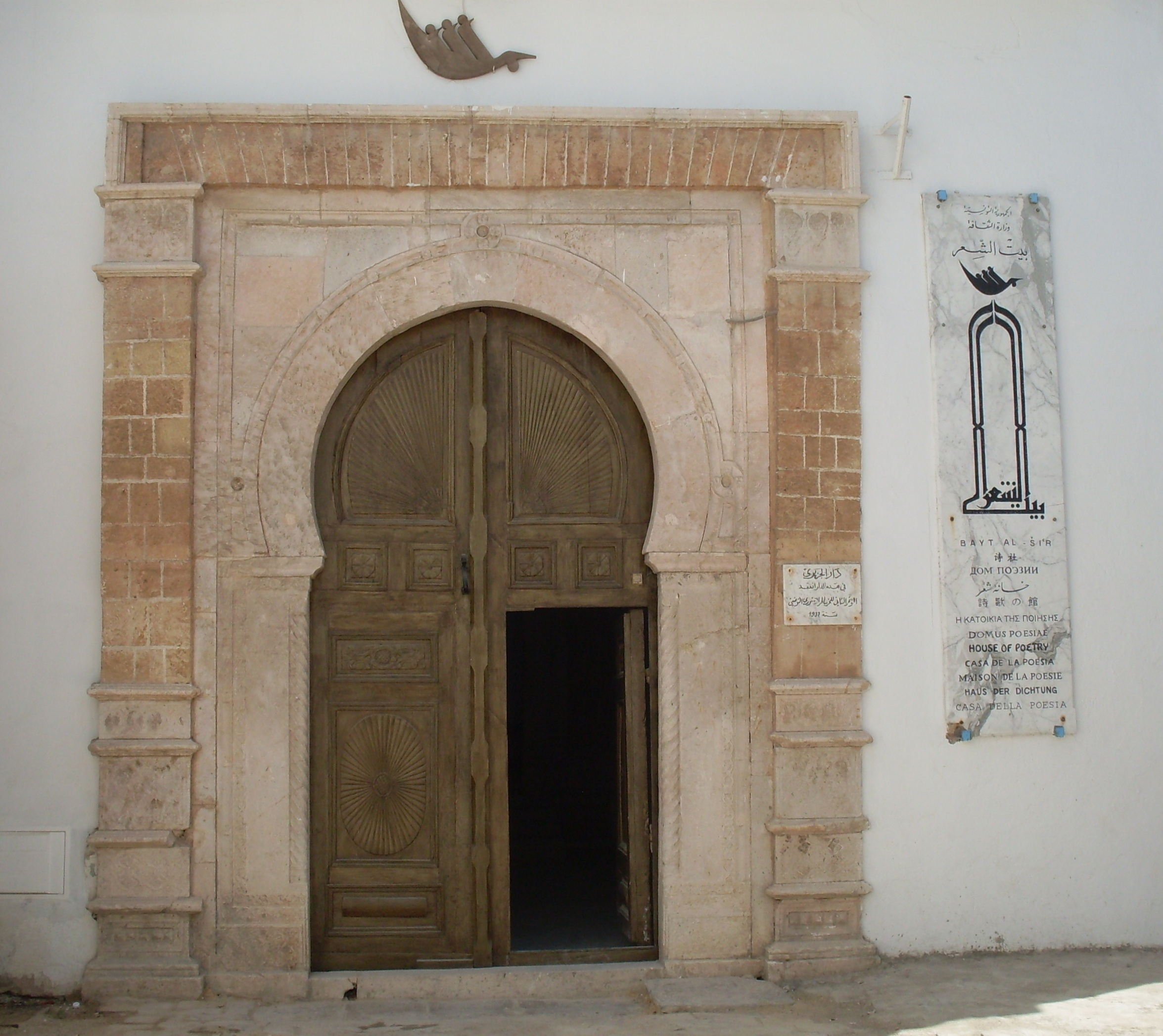
باب دار الجزيري

دار الجزيري هي أحد قصور مدينة تونس العتيقة. تقع في نهج التريبونال، على بعد بضعة أمتار من دار الأصرم، كانت واحدا من مساكن عائلة الجزيري بين القرن الثاني عشر والثامن عشر.

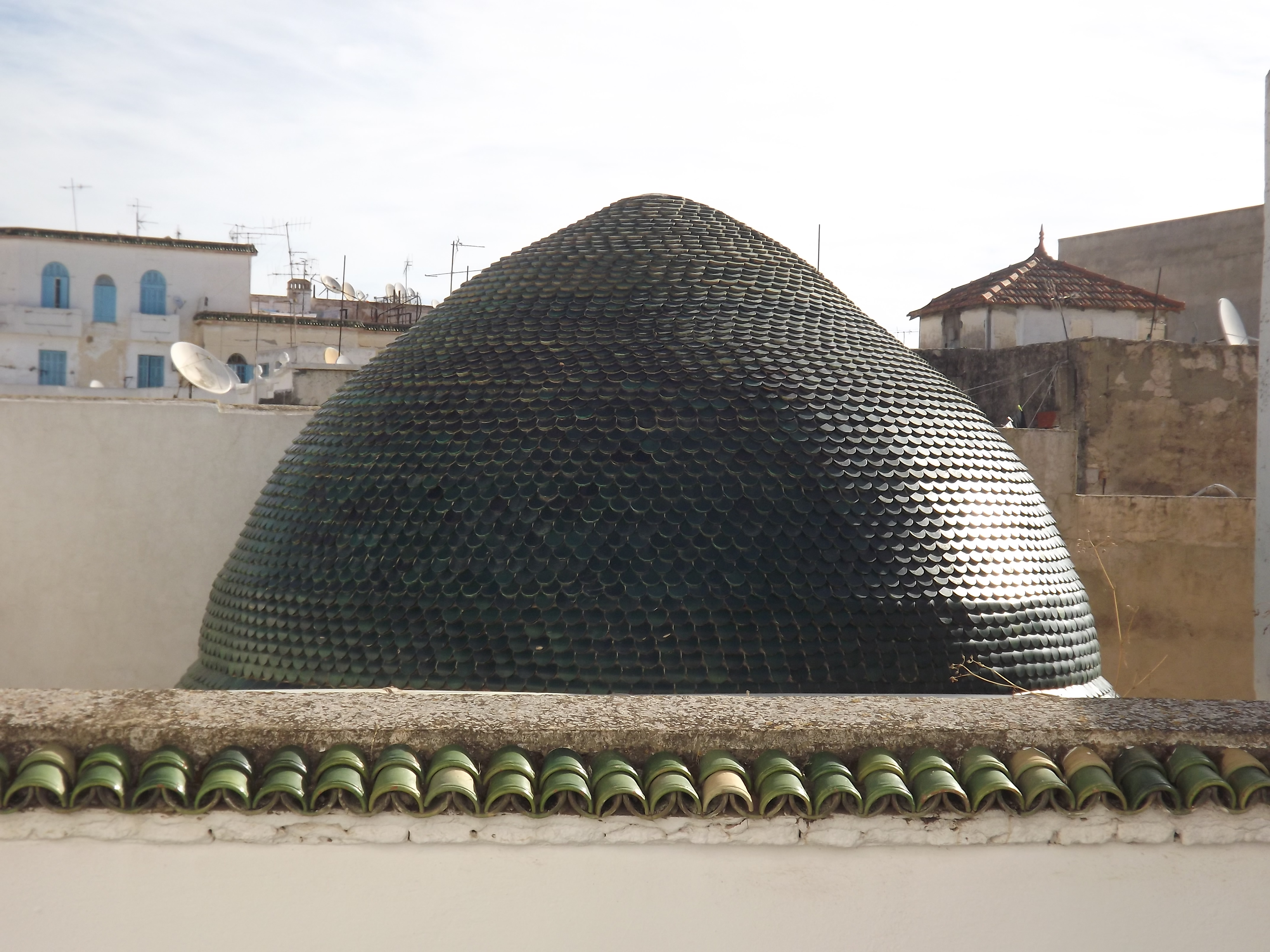
قبة تربة الجزيري

إنعقد فيها سنة 1937 المؤتمر الثاني للحزب الحر الدستوري التونسي الجديد. أصبح معلم تاريخي سنة 1992، وهو الآن مقر بيت الشعر.
تتكون واجهة الدار من باب خشبي منحوت مأطر برخام «الكثال» وتحيط به حجارة رملية. يتضمن المنزل فناء رئيسيا يحوي بئرا في مركزه ومحاط برواق من الأعمدة العتيقة. تحتوي الغرف على سقوف مزوقة من الجبس المنحوت.
يحذو الدار مقبرة جماعية تعرف تحت مسمى تربة الجزيري لها باب يقع أمام دار الأصرم